# Friedrich Theodor Müller (Kupferstecher)
Friedrich Theodor Müller (* 16. Juli 1797 in Steinlah; † 1858) war ein deutscher Kupferstecher.
Er war Sohn des Pastors Friedrich Christoph Rudolf Müller zu Gebhardshagen und von Catharina Müller, geb. Walbaum. Er war ein jüngerer Bruder von Moritz Steinla (1791–1858), der wie er als Kupferstecher bei Friedrich Justin Bertuch in Weimar begonnen hatte, der einer seiner Förderer wurde. Auch sein älterer Bruder begann als Kupferstecher seine Laufbahn bei Bertuch. Zu den Porträts, die von Friedrich Theodor Müller gestochen wurden, zählen u. a. die von Wolfgang Amadeus Mozart, Martin Luther, Jan Hus und August Hermann Francke.
Er war Neffe von Justus Erich Walbaum, der mit der Walbaum-Antiqua verbunden ist.